# Louis Lewandowski
Pour les articles homonymes, voir Lewandowski.
Louis Lewandowski (avril 1821 - 4 février 1894), né à Września, District de Posen, Royaume de Prusse, est un compositeur prussien, également directeur musical et chef de chœur de la Nouvelle synagogue de Berlin.
Il a grandement contribué à la liturgie du service des synagogues.

## Biographie
Enfant, avec ses frères, il  accompagne son père quand celui-ci dirige les services à Wreschen, dans le grand-duché de Posen.
Après la mort de sa mère, à l'âge de  douze ans, Il  quitte sa Pologne natale pour étudier le  piano et le chant à Berlin . Il  chante d'abord dans le chœur du Cantor Ascher Lion,.
Il  étudie  pendant trois ans avec Adolf Bernhard Marx et assiste aux cours  de composition de l'Académie des arts de Berlin, où ses professeurs sont Carl Friedrich Rungenhagen et Eduard Grell.
C'est grâce à l'appui d'Alexandre Mendelssohn, un cousin de Felix Mendelssohn, qu'il eut la chance d'être le premier étudiant juif à entrer à l'Académie des Arts de Berlin.
Il  commence à composer, mais frappé par une maladie nerveuse, il doit cesser de travailler pendant quatre ans.
Au cours de sa maladie, il entend  chanter le Hazzan Hirsch Weintraub, et impressionné par son interprétation , il décide de se consacrer  à la musique rituelle de synagogue.
Avec les   encouragements de Cantor Lichtenstein, Lewandowski  commence à composer des prières avec harmonie à quatre voix. Il écrit  également  des récitatifs  simples, afin que  tous puissent  les chanter.
En 1864, il est  invité à devenir le chef de  chœur de la nouvelle synagogue de Berlin, pour laquelle il  composera l'ensemble du service musical. Ses arrangements d'anciennes mélodies hébraïques pour chœur, cantor, et orgue sont considérés comme des œuvres magistrales, et se caractérisent par une grande simplicité et un profond sentiment religieux.
C'est à cette époque  qu'il a publié des compositions comme, Kol rinah pour solo et deux  voix et Todah Vezimrah pour  plein-chœur et Cantor. Ces derniers font  partie du répertoire professionnel et  sont encore régulièrement en usage .
Lewadowski a  également  composé  des psaumes, des  symphonies, des cantates, et des chants.
Il a enseigné à l'École libre juive, au séminaire juif; de nombreux élèves de Lewandowski sont devenus des chantres de premier plan .
Il a fondé l'Institut des musiciens âgés et indigents .
En 1866, le gouvernement allemand lui donne le titre de  Directeur Musical Royal .
Lewandowski est mort à Berlin en 1894. Il est enterré avec sa femme Hélène dans le cimetière de Weißensee. Sur la pierre tombale on peut lire l'inscription: das Liebe macht Lied unsterblich! (L'amour rend la mélodie immortelle!).
Parmi ses compositions  pour la synagogue, qui sont encore largement chantées  aujourd'hui , figurent , Uvenucho Yomaret Zacharti Lach pour Rosh Hashana, ainsi que Ve'al Chata'im pour Yom Kippour,.

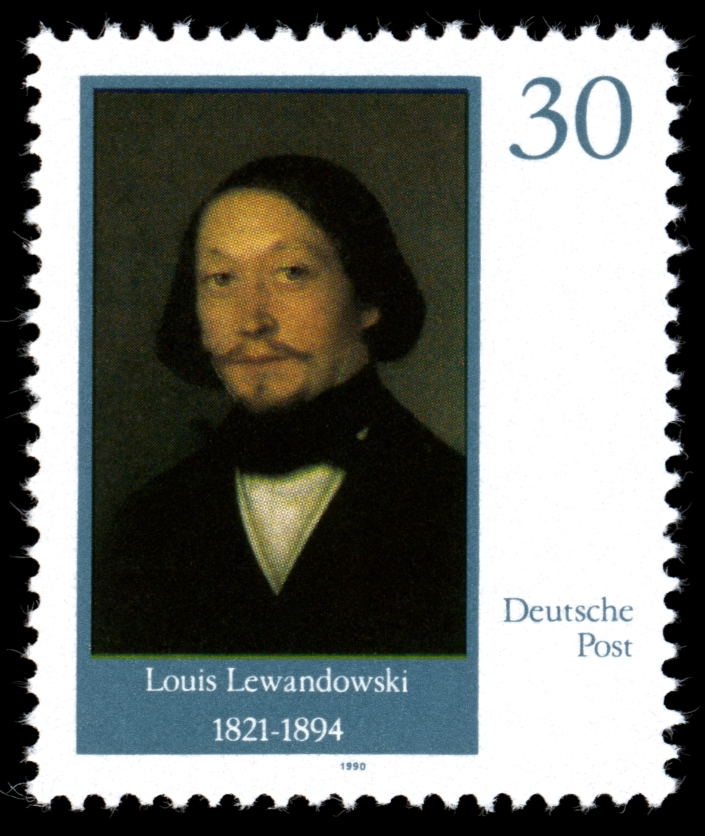
Stamps of Germany (DDR) 1990, MiNr 3358

## Postérité
En 1990 , la poste allemande crée un timbre à son effigie.
Aujourd'hui, la musique de Lewandowski forme une partie centrale du service des  synagogues dans les communautés de réforme, libérales, conservatrices et orthodoxes. Il est chanté à travers le monde; de l'Europe à l'Australie et de l'Amérique à l'Afrique du Sud. La plupart des synagogues orthodoxes à travers le monde ne permettent plus les chœurs mixtes et orgue, si bien que cette musique a été arrangée pour chœur a cappella masculin. Même dans les communautés sans chœur, on peut entendre les mélodies de Lewandowski soit scandées par le chantre ou à l'unisson communal.
En 2011, le festival annuel de musique d'orgue Louis Lewandowski Festival est  créé et nommé en son honneur.